# سیارک ۱۰۴۷۹
سیارک ۱۰۴۷۹ (به انگلیسی: 10479 Yiqunchen، نامگذاری:1982HJ)۱۰۴۷۹مین سیارک کشف شده‌است که در ۱۸ آوریل ۱۹۸۲ کشف شد.